# 다쓰루하마역
다쓰루하마역(일본어: 田鶴浜駅)은 일본 이시카와현 나나오시에 위치한 노토 철도 나나오 선의 철도역이다. 상대식 승강장 2면 2선의 구조를 갖춘 지상역이다.

## 타는 곳
| 1 | ■ 나나오 선 | 상행 | 아나미즈 방면          |                  |
| 1 | ■ 나나오 선 | 하행 | 나나오 · 가나자와 방면 | 통상은 이 승강장 |
| 2 | ■ 나나오 선 | 상행 | 나나오 · 가나자와 방면 | 대피 시간 때만   |

## 이용 현황
| 연도 | 1일 평균 승하차 인원 |
| ---- | -------------------- |
| 1996 | 681                  |
| 1997 | 498                  |
| 1998 | 373                  |
| 1999 | 362                  |
| 2000 | 344                  |
| 2001 | 282                  |
| 2002 | 223                  |
| 2003 | 218                  |
| 2004 | 213                  |
| 2005 | 278                  |
| 2006 | 262                  |
| 2007 | 251                  |
| 2008 | 276                  |
| 2009 | 288                  |
| 2010 | 242                  |
| 2011 | 248                  |
| 2012 | 235                  |
| 2013 | 244                  |
| 2014 | 192                  |
| 2015 | 210                  |
| 2016 | 186                  |

## 역 주변
- 국도 제249호선
- 나나오 시청 다쓰루하마 시민 센터
- 노에쓰 자동차도 다쓰루하마 나들목

## 인접 역
| 노토 철도 나나오 선    | 노토 철도 나나오 선 | 노토 철도 나나오 선    |
| ---------------------- | ------------------- | ---------------------- |
| 와쿠라온센 나나오 방면 | ■ 나나오 선         | 가사시호 아나미즈 방면 |